# Un avion sans elle
Ne doit pas être confondu avec Comme un avion sans aile.
Cet article concerne le roman. Pour la mini-série adaptée de celui-ci, voir Un avion sans elle (mini-série).
Un avion sans elle est un roman de Michel Bussi publié en 2012.
Il a reçu le Prix Maison de la Presse ainsi que le Prix du Roman populaire en décembre 2012. Son titre est emprunté à la chanson Comme un avion sans aile de CharlÉlie Couture.

## Résumé
Un avion Istanbul-Paris s'écrase dans la forêt jurassienne, seul un bébé de quelques mois survit, est-ce Lyse-Rose ou Émilie ? La recherche de la véritable identité de cette fillette va opposer deux familles, l'une riche et l'autre pas, qui revendiquent la parenté. Chaque famille affirme que c'est son enfant ; le conflit s'installe. Le test sanguin ne permet pas de répondre à la question. Le détective Crédule Grand-Duc est engagé par la famille la plus riche pour trouver la vérité. Dix-huit ans plus tard, sans aucune piste, Grand-Duc est au bord du suicide quand un élément vient relancer toute l'affaire. Mais peu de temps après, son cadavre est découvert.

## Prix et récompenses
- 2012, Prix Maison de la Presse
- 2012, prix du polar francophone de Montigny-lès-Cormeilles
- 2012, prix du Roman populaire (Elven)
- 2012, prix « à chacun son histoire », (Estaimpuis, Belgique)
- 2012, finaliste du Grand Prix de littérature policière, finaliste du prix Polar de Cognac
- 2013, prix polar des lecteurs, le Noir du Val Noir (Vaugneray)

## Adaptations
- Le roman est adapté en mini série éponyme diffusée en 2019 sur M6[4].
- Adaptation en bande dessinée par l'initiative de Michel Bussi, avec Fred Duval au scénario et Nicolaï Pinheiro au dessin. Réalisation aux travers d'échanges continus entre les trois auteurs. Un avion sans elle, Ed Glénat, 26/05/2021, 176 p.  (ISBN 978-2-344-03937-3)[5],[6]